# Jeanne Delaunoy
Pour les articles homonymes, voir Delaunoy.
Jeanne Delaunoy ou Jane De Launois, née le 20 mai 1881 à Saint-Gilles et décédée le 12 août 1953 à Uccle), est une infirmière de guerre belge.

## Biographie
Jeanne Adolphine Thérèse Emilie Delaunoy naît le 20 mai 1881 à Saint Gilles et grandit dans un milieu aisé sur l'avenue Molière. avec ses parents, François Delaunoy, médecin, et Pauline Cliquet. Après avoir suivi des cours de régendat scientifique et des cours de dessin, elle obtient un diplôme d'infirmière en 1907 à l'école Saint-Camille ouverte par la comtesse Van den Steen de Jehay comme alternative catholique à l'école d'infirmier et infirmière laïque du Docteur Antoine Depage. Elle n'exerce cependant pas avant d'être appelée par l’école qui l'a formée le 28 juillet 1914, en vertu de l'engagement pris par les élèves de servir en temps de guerre. Après une remise à niveau accélérée, elle est intégrée à l’hôpital Sainte-Élisabeth de Bruxelles puis à la Panne avant de travailler aux côtés du docteur Depage, à l'hôpital de l'Océan. C'est là que les infirmières anglaises l'appelant Jane, elle commence à utiliser ce prénom elle-même. Elle quitte à ce moment-là Bruxelles avec sa mère et sa tante et s'installe dans la villa familiale de Saint-Idesbald,. 
Bien qu'elle n'ait pas spontanément souhaité exercer de métier, elle se dévoue pendant les quatre ans de son service jusqu'à l'épuisement « Beaucoup d'infirmières refusent fermement de travailler de nuit. (...) Il faut s'imposer une conduite raisonnée : faire ce que les autres ne veulent pas faire. ». Elle est une des rares infirmières à avoir travaillé à l'hôpital Océan pendant toute la durée de la guerre et il lui arrive de travailler de nuit durant huit mois non stop,.
En novembre 1915, elle se blesse au doigt et doit subir deux interventions chirurgicales pour éviter des complications graves. À l'hôpital elle soigne des soldats de toutes origines, belges, français, britanniques, écossais, canadiens, australiens, algériens, marocains, indiens ou chinois et même quelques allemands et aussi la population civile victime du conflit.La capacité est alors de 1300 lits. Le personnel porte des masques à gaz en permanence sur lui. En juin 1918, elle rejoint le nouvel hôpital construit à Vinkem, l'Océan étant trop souvent mitraillé.
Avec l'offensive de libération de la Belgique, les blessés affluent en nombre. En moins d'une semaine, 12 000 soldats belges sont accueillis dans les deux hôpitaux.
À l'approche du conflit de la Seconde Guerre mondiale, elle publie ses notes de guerre en 1938, sous le nom de Jane de Lauoy, Infirmières de guerre en service commandé, qui devient un ouvrage de référence sur les conditions d'exercice des hôpitaux de front durant la Première Guerre mondiale.
Jane de Launoy est la seule infirmière belge ayant apporté un témoignage aussi complet dans le domaine des soins durant la Première Guerre mondiale. Son témoignage a été réédité en 2015 par les éditions Memogrames, dans la collection Arès, sous l'impulsion de Dan Lecocq (ULB) et Patrick Loodts, auteur de La Grande Guerre des soignantes (éditions Memogrames, 2014).
Jeanne Delaunoy décède à Uccle le 12 août 1953,.

## Distinctions
Elle reçoit la médaille d'or de l'Ordre de Léopold II et la médaille de la reine Élisabeth.
En 1920, elle est proposée par le Docteur Depage pour la médaille Florence Nightingale, la plus haute distinction internationale pour les infirmiers et infirmières.
Une place de La Panne porte le nom de Jane de Launoy depuis 2020